# Mart Stam
Martinus Adrianus (Mart) Stam (Purmerend, 5 augustus 1899 – Goldach, 23 februari 1986) was een Nederlands meubelontwerper en architect. Hij was een vertegenwoordiger van het nieuwe bouwen. 

## Stoel
Stam was de ontwerper van de eerste achterpootloze, stalen buisstoel of de Freischwinger. Een schets daarvan maakte hij op 22 november 1926 tijdens het diner in het Stuttgarter hotel Marquart met blauwe stift op de achterkant van de huwelijksannonce van de schilder Willi Baumeister, in het bijzijn van onder anderen Ludwig Mies van der Rohe. Deze annonce zou zich nu bevinden in het Mies van der Rohe-archief van het MoMA te New York. De stoel werd in 1927 als eerste in productie genomen door de Duitse firma Lorenz. Stams intellectuele eigendom van deze stoel werd het voorwerp van een rechtszaak. Duitse rechters stelden in 1932 na langdurige rechtszaken vast dat niet Marcel Breuer maar Mart Stam deze stoel zes jaar eerder had ontworpen.
In 1927 toonden zowel Mart Stam als Mies van der Rohe hun verschillende versies van dit idee in hun woningen in de Weißenhofsiedlung te Stuttgart. In die stad bouwde hij meerdere woningen.

## Van Nellefabriek
In de Van Nellefabriek in Rotterdam klinkt de invloed van het Russische constructivisme na. Stam, in 1926-28 medewerkend architect aan de fabriek, was 1922 in Berlijn in contact gekomen met de Russische avant-garde.
In 1926 organiseerde Mart Stam een architectuurreis in Nederland voor de Russische kunstenaar El Lissitzky en diens vrouw Sophie Küppers, verzamelaarster van avantgarde-kunst. Zij bezochten onder anderen Jacobus Oud, Cornelis van Eesteren en Gerrit Rietveld. Volgens Sophie Küppers sprak Mart Stam tijdens deze reis over zijn fabriek. Dit was de reden voor zijn ontslag op staande voet bij bureau Brinkman & van der Vlugt, de leidende architecten van de Van Nellefabriek. De grote letters op de daken, maar ook andere delen van de fabriek, lijken direct afkomstig te zijn uit de wereld van het Russische constructivisme. Het constructivistische aspect is waarschijnlijk ingebracht door Mart Stam en de ronde architectuurvormen (o.a. het kantoorgebouw) door Leendert van der Vlugt.

## Functionalisme
Stam was van mening dat de functionaliteit en de uitvoerbaarheid van een gebouw voorop stonden. Het gebouw moest de mens dienen. Met deze visie kon hij terecht in de Sovjet-Unie van Stalin, waar hij van 1930 tot 1934 werkte. In 1935 was hij terug in Amsterdam en ontwierp een serie drive-inwoningen aan de Anthonie van Dyckstraat. Voor dit vernieuwende ontwerp ontving hij veel lof. Van 1934 tot 1948 was hij directeur van het Instituut voor Kunstnijverheidsonderwijs.(later: Rietveld Academie). Tot zijn leerlingen behoorden Bé Brand, Friso Kramer, Lida Lankelma, Lucebert en Dick Simonis.

## DDR
Als directeur van de Kunstnijverheidsschool te Amsterdam was hij weinig geliefd wegens zijn autoritaire optreden. Hij vertrok in 1948 naar de Sovjet-bezettingszone in Duitsland, waar hij een instituut voor industriële vormgeving stichtte en directeur was van de Kunsthochschule Weißensee. Maar de intenties van het regime werden steeds duidelijker: Stam moest helpen kunst en industrie te onderwerpen aan het gezag van de communistische partij. Zijn vrouw Olga hielp hem lange tijd de partijlijn te volgen, maar het steeds rigider klimaat benauwde de bohemien Stam.

### Afbeeldingen

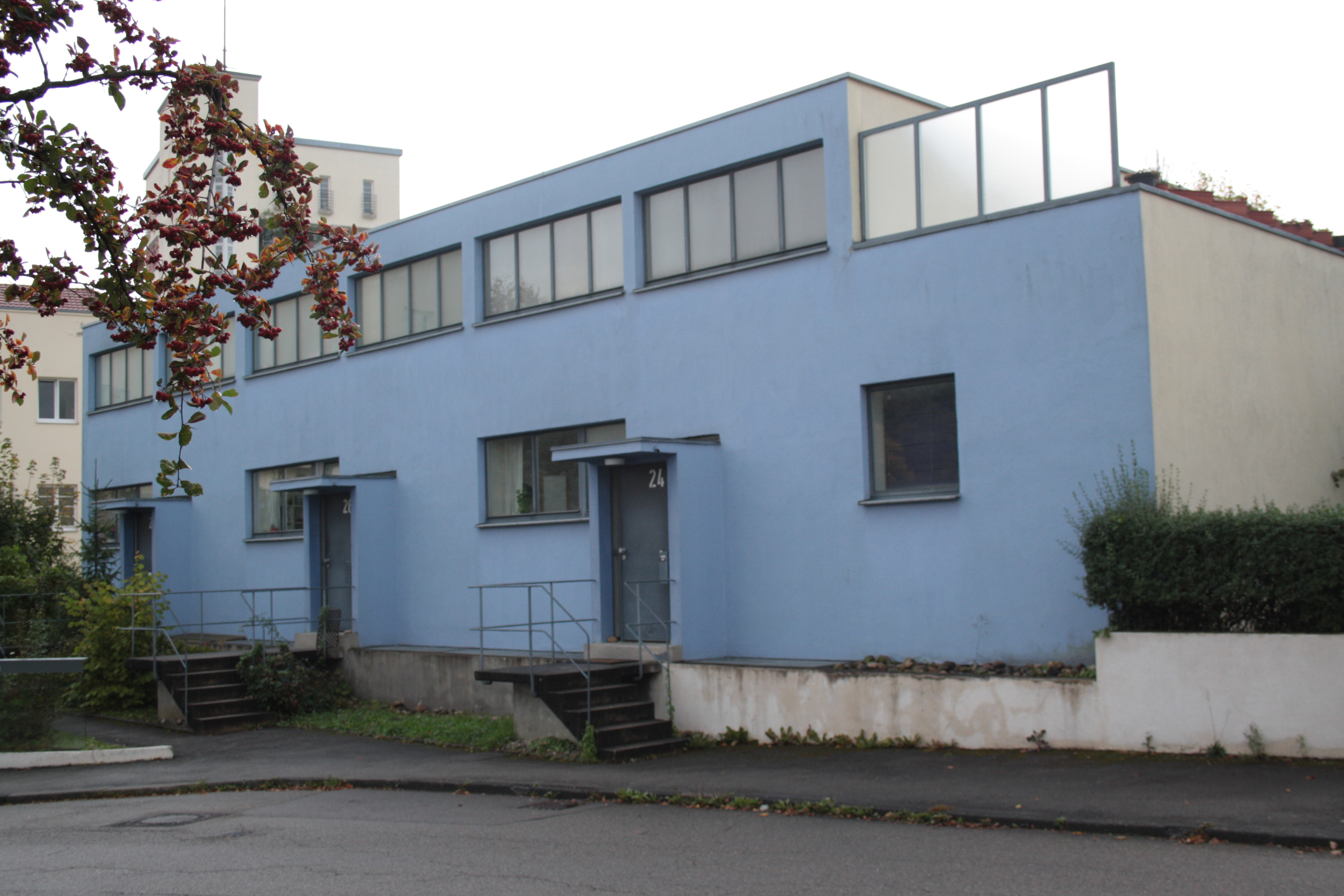
Am Weißenhof 24 - 28, Stuttgart
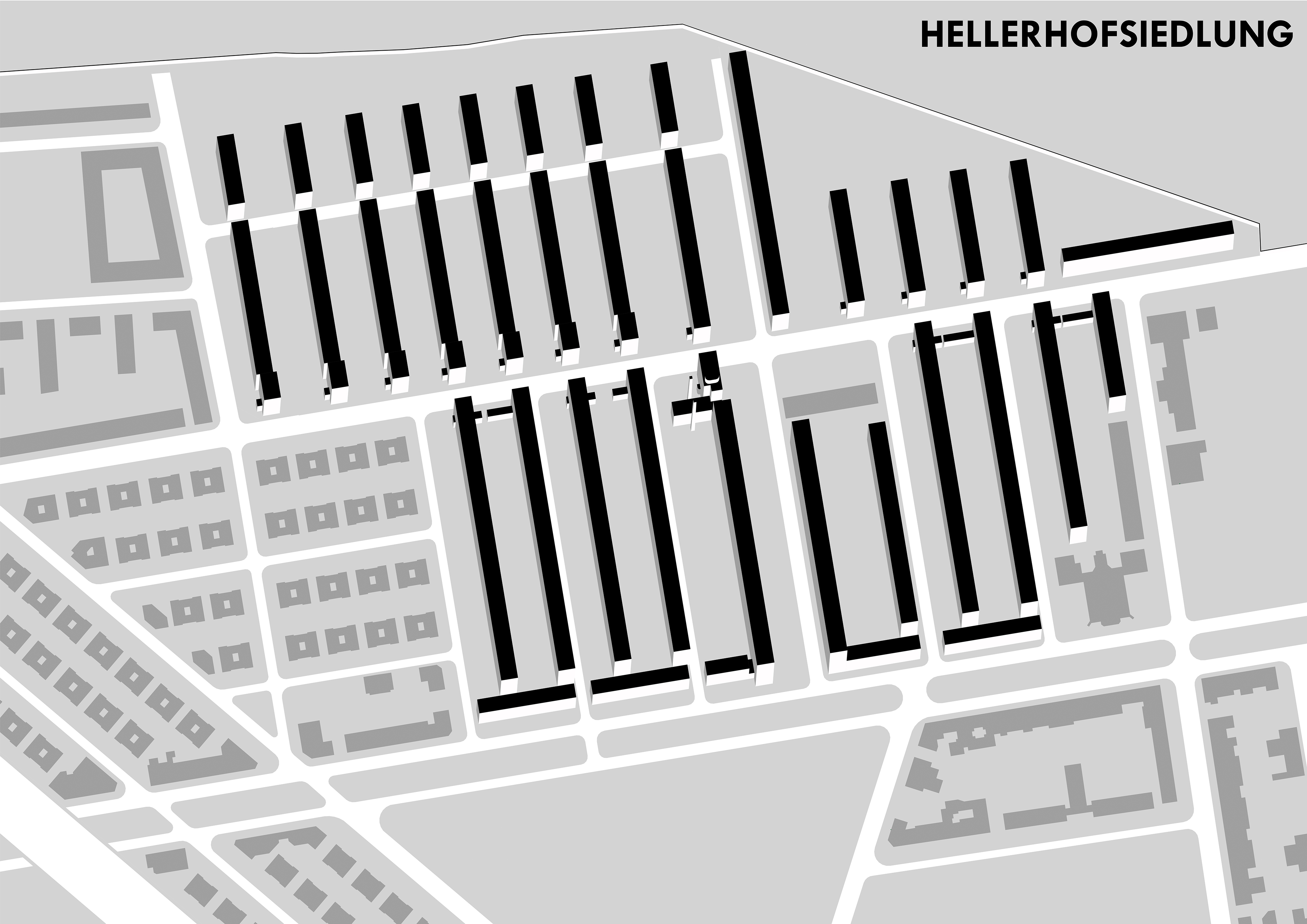
Siedlung Hellerhof
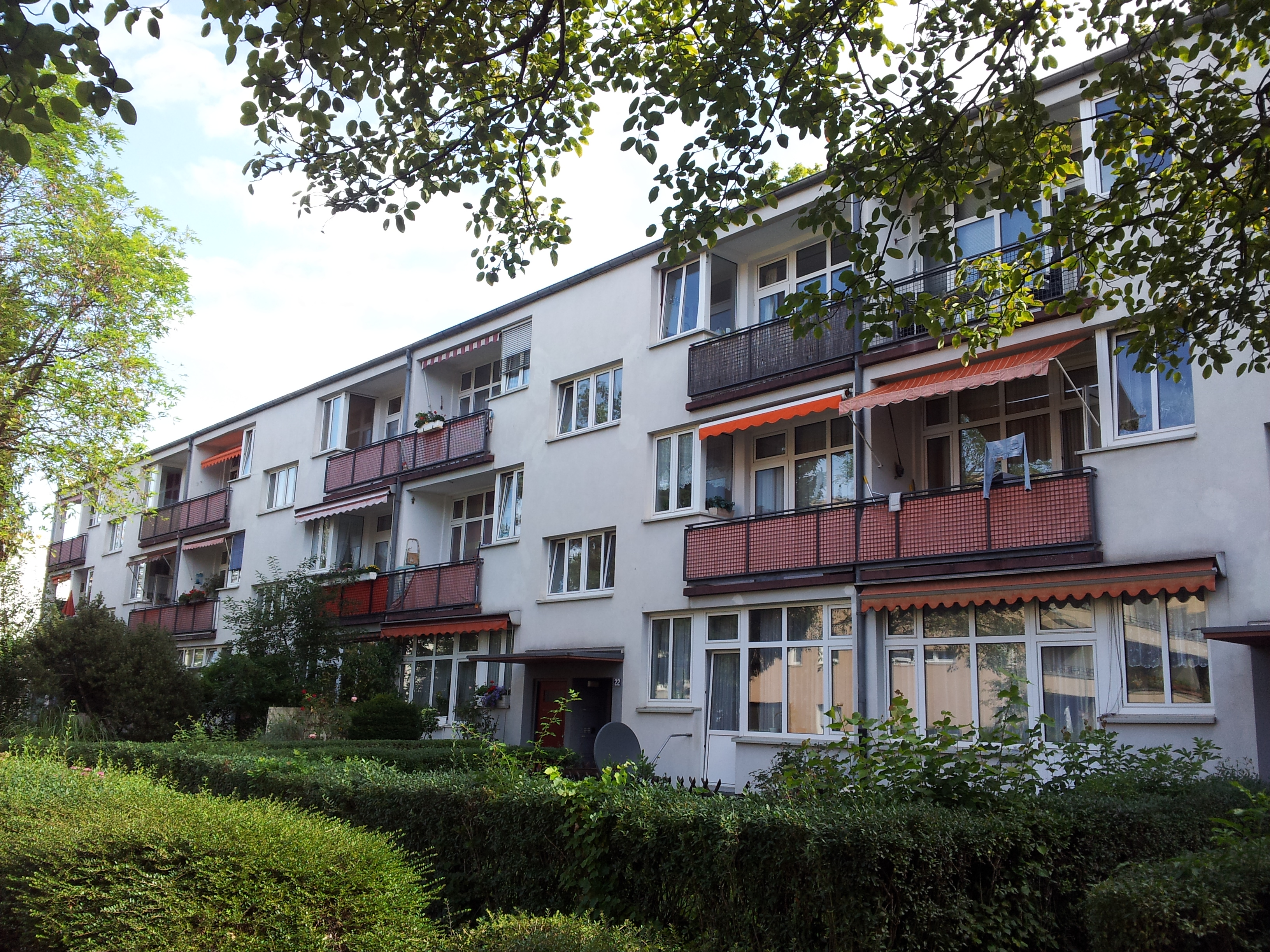
Hellerhofsiedlung in Frankfurt
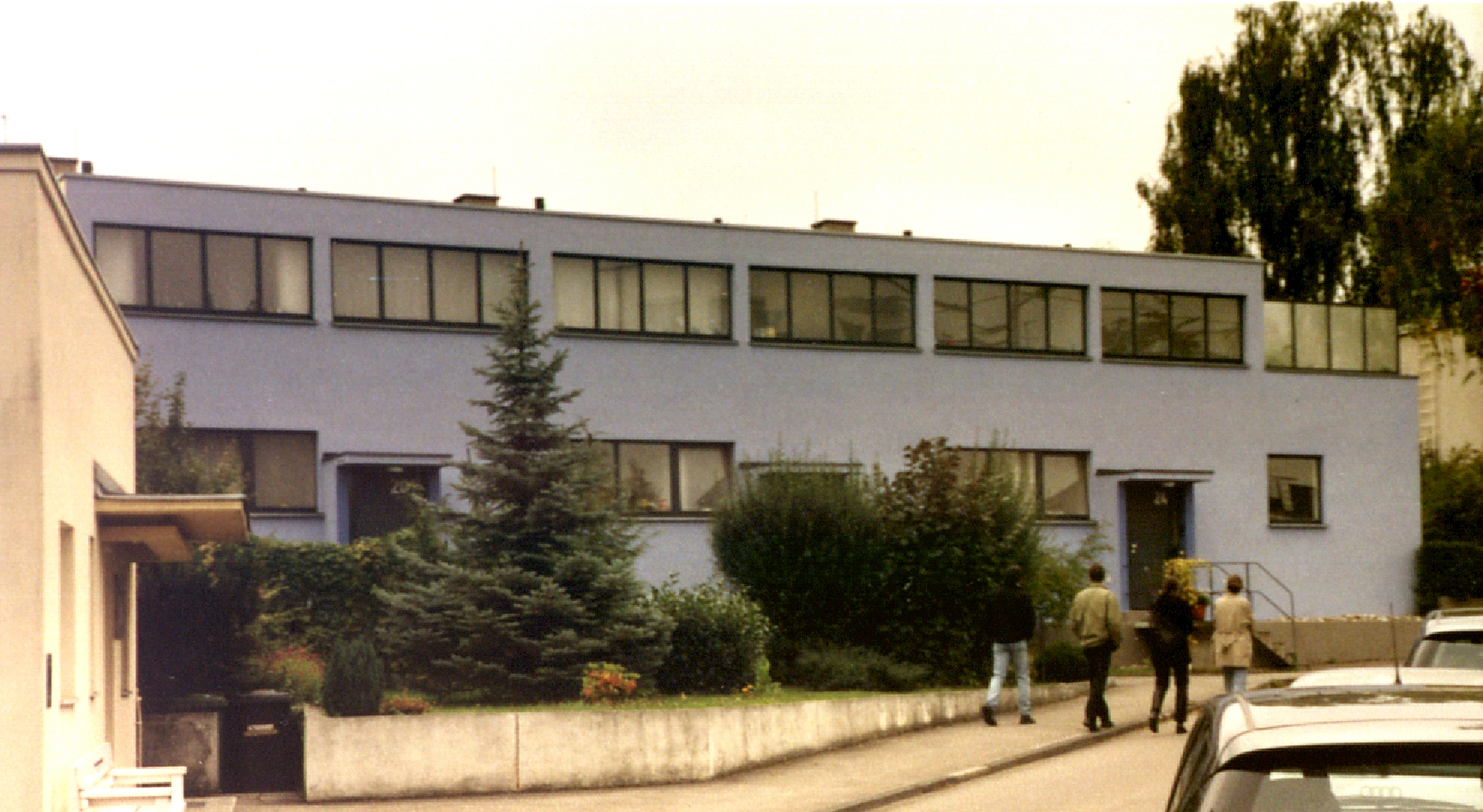
Rijtjeshuis in de Weißenhofsiedlung in Stuttgart
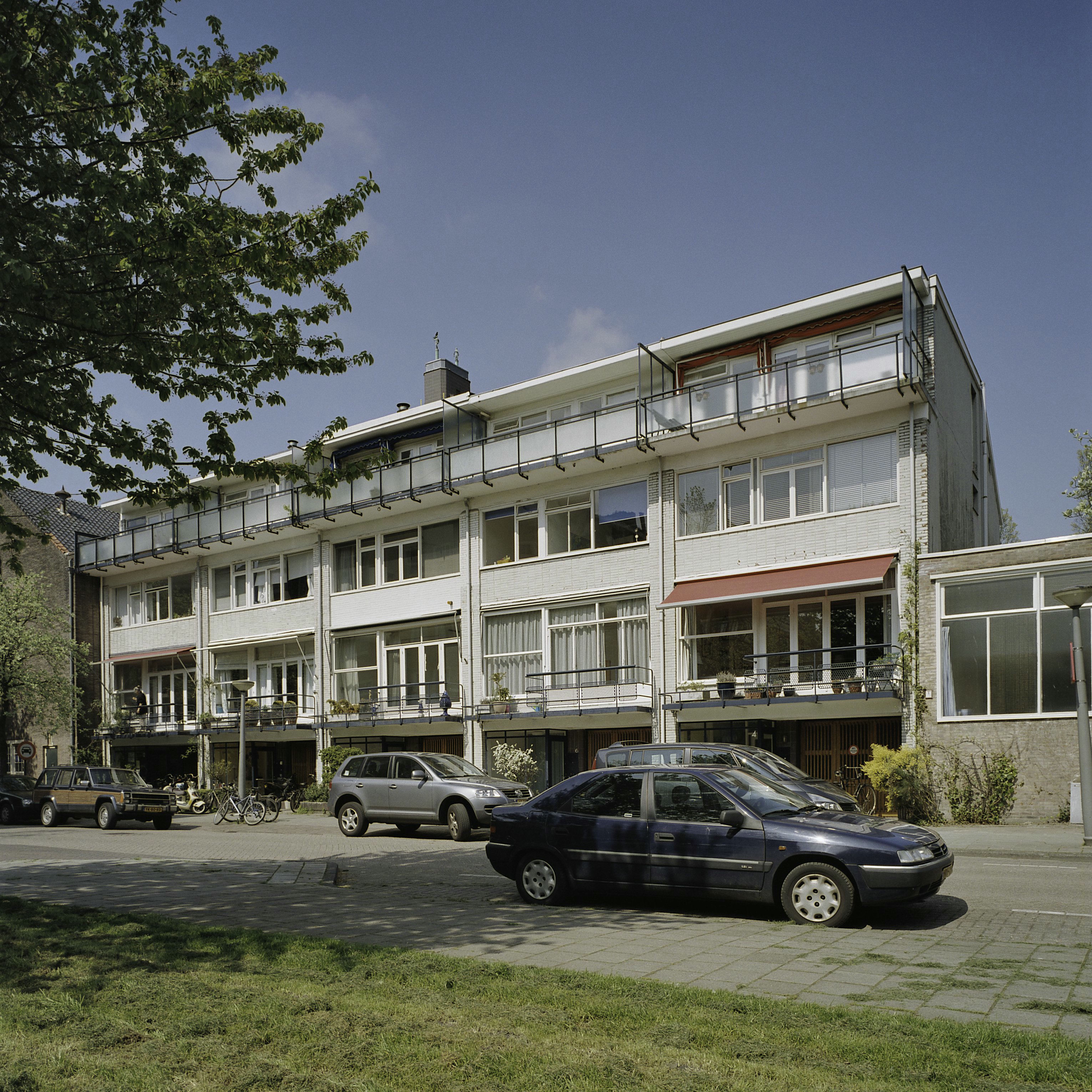
Drive-inwoningen, Amsterdam
Huis ontworpen in 1928 door Mart Stam in Baba wijk Praag
Mart Stam ontwierp met de groep van Ernst May een wijk in Magnitogorsk (1930/1931)

## Terugkeer
Op oudjaarsdag 1952 keerde hij gedesillusioneerd terug naar Nederland, waar hij echter met gemengde gevoelens werd ontvangen. Hij kwam aanvankelijk in dienst bij Merkelbach en Elling maar begon al spoedig weer voor zichzelf. Opdrachten die hij kreeg kwamen vooral via Benjamin Merkelbach, die een leerling van hem was geweest. Onder de projecten die hij in deze periode in Amsterdam realiseerde waren het kantoorgebouw voor de 'De Geïllustreerde Pers' aan de Stadhouderskade (1957), een  betonpalen fabriek "De Waal" aan de Generaal Vetterstraat (1959) een flatgebouw aan de Beethovenstraat 'Princesse Flats' (1961) een woontoren aan de Linnaeusstraat (1962) en een 36 meter hoog gebouw voor de Amsterdamsche Bank op de hoek van de Weesperzijde bij de Berlagebrug (1963-1967). Het laatst voltooide ontwerp van Mart Stam was voor eigen gebruik. In 1965 realiseerde hij zijn ontwerp voor een zomerverblijf aan de Biesteweg in Hierden, waar zijn derde vrouw, Olga Stam-Heller, en hij enige tijd wonen. In dezelfde straat woonde in het naastgelegen stenen huis tot 1960 een lid van De Stijl waartoe ook Gerrit Rietveld behoorde: Vilmos Huszár. Ook Tineke Wibaut-Guilonard en Willem Duk verbleven vanaf circa 1965 aan die straat regelmatig in een zomerhuisje.
Na een ziekte sloot hij in 1966 zijn bureau en trok zich met Olga Stam-Heller terug in Zwitserland waar hij nog twee huizen ontwierp en zich op zijn oude dag bekeerde tot het rooms-katholicisme. In 1967 kwam Weesperzijde 150 gereed, dat na een aanmerkelijke verbouwing in 1987 bekend werd als de London-toren.

## Trivia
- Aanvankelijk was Mart Stam communist en heeft in 1920 zes maanden gevangengezeten wegens dienstweigering.